# Piotr Tarliński
Piotr Paweł Tarliński (ur. w 1956 Dziewkowicach) – kapłan rzymskokatolicki, wykładowca na wydziale teologicznym Uniwersytetu Opolskiego. 

## Życiorys
Studia teologiczne odbył w Wyższym Seminarium Duchownym w Nysie. Święcenia kapłańskie przyjął w 1982 i rozpoczął posługę wikariuszowską w kościele Najświętszego Serca Pana Jezusa w Gogolinie, a od 1985 do 1988 w parafii św. Barbary w Bytomiu. Ukończył studia teologii (1982) oraz muzykologii na Katolickim Uniwersytecie Lubelskim (1989). W roku 1997 uzyskał stopień doktora teologii, a w 2020 uzyskał stopień doktora habilitowanego nauk humanistycznych. Pracuje w Instytucie Liturgiki, Muzyki i Sztuki Sakralnej Uniwersytetu Opolskiego.
W latach 2004–2008 ks. Tarliński był dyrektorem Diecezjalnego Radia PLUS Opole. Obecnie jest duszpasterzem mniejszości narodowych diecezji opolskiej.